# 衛斯理藍血人
《衛斯理藍血人》是一部2002年上映刘伟强导演的香港科幻动作爱情片，刘德华、关之琳和舒淇主演。根据倪匡小说卫斯理系列中的《蓝血人》改编而成，不过与原著相比改动很大。作为香港与美国合作的首部异类接触的星际幻想片，本片早在1999年底就结束了外景拍摄，之后历时两年进行电脑特效制作。

## 剧情
美国旧金山，联合国外星生物分析局（简称星分局）研究员卫斯理(劉德華飾演)，接到古董店朱老板的电话，去查看一个他得到的一件最新宝贝——一只蓝色手骨，老板向卫斯理要价十万元，这时一名女子来到店里要买它但手上只有七万元，卫斯理故意压价使老板以五万的价格卖给了她。此时房屋出现异常晃动，女子提醒卫斯理赶快离开此地。出来后卫斯理想找她却不知所踪，这时外星生物调查机构——隶属FBI的Double X Unit小组成员白奇伟(張耀揚飾演)、白素(舒淇飾演)兄妹和大批同事持枪包围这栋大楼，告知卫斯理他们来捉拿一只来自猎户座、杀伤力为C级的13788生物。逃入楼道的这只怪物后来升级成杀伤力为A级的大怪兽，卫斯理拿枪射击它遭到它的追杀，跑到大街上的卫斯理最终被怪物抓住，所幸他被那名之前进店买宝物的女子运用超能力所救，令晕倒的卫斯理忆起一段童年往事：在他还是小学生之时曾见到过该女子，他和几位同学发现她额头流出的血是蓝色的，然而老师却不相信他们的话，后来该女子进入学校运用超能力将师生们的记忆消除，唯独卫斯理脑中存有这段有关她的记忆。
蓝血女子（方天涯）(關之琳飾演)救人离开后卫斯理陷入晕迷，同事发现他的脑细胞发生变异，就使用医疗电脑系统连接他的脑电波想查出是谁救了他，在问卫斯理是谁杀死了那只怪物时，卫斯理只答出一个“蓝”字后医疗电脑系统崩溃，原来这是站在大楼下面的蓝血女子使用超能力所致。同時有男性外表(Kill) (鄭浩南飾演)和女性外表(Rape) (黃佩霞飾演)共两个藍色皮膚人形外表的外星人此时来到了地球，他们遇到附近巡邏中男女警察,這時他們舉起手掌長出触手捉着警察的頭部同時化成一堆飛蟲鑽進两名警察的身體后變成Kill和Rape的樣貌和身型伪装成警察来寻找藍血聖經和蓝血人方天涯姐弟俩。卫斯理身体恢复后在白素的带领下参观关押有外星怪物的51区，她问卫斯理他之前想说蓝什么，他说是蓝血人。小组人员开启郭博士(王晶飾演)发明的可研究数千种外星生物的超级电脑后发现没用，原来郭博士是骗子扮演的。在三名拥有强大脑电波之人的联手协助下，卫斯理运用脑电波搜寻蓝血人的下落，卫斯理与方天涯互相感应到了对方，而卫斯理发现她来地球已经有两百多年，曾当过乾隆帝皇后（或妃子）和八国联军统帅瓦德西的夫人。正与卫斯理脑电波感应的方遭到一名白人的非礼和袭击，所幸被郭骗子所救。方天涯带郭骗子回家，告知她是蓝血人但郭骗子却不信，骗子还想占她的便宜并未得逞。调查小组主管威尔逊(Thomas Hudak飾演)派人到方的住所抓回方天涯，他要抽取方的蓝血做科研为己所用，卫斯理和白氏兄妹都反对威尔逊这么做，卫斯理被关押了起来。后来关在另一间房的方天涯与卫斯理用脑电波沟通，她告知自己的名字叫方天涯，她与弟弟tan(彭敬慈飾演)在六百年前为了寻找“蓝血圣经”而离开蓝血星，可在返回途中遭遇了陨石雨导致姐弟二人流落地球被迫分开，她一直在寻找着弟弟的下落，卫斯理答应她一定会帮她离开此地。白奇伟和白素提出要将威尔逊所作所为反映给上级，威尔逊则说联邦组织20多年前就有抓拿方天涯的计划，这次通过一只手骨故意引她现身。
寻找蓝血聖經的那对外星人Kill和Rape来到方的住所,Kill吸食女房东讀取她的記憶同時遇到郭騙子，他为了保住性命就主动带两人去X總部找方天涯。Kill和Rape到X總部后对探员和研究人员大开杀戒，威尔逊下令工作人员撤退并启动倒计时五分钟的自爆装置後被Kill附身了。白奇伟和白素救出关押中的卫斯理和方天涯，四人携手逃跑被Kill和Rape紧追，郭骗子逃跑不成被Kill吸食，卫斯理和白奇伟与Rape打斗最後白奇伟因被Rape的触手捉着而利用炸弹自爆讓三人逃脫。
三人逃脱后卫斯理带方天涯回到了香港，白素则先留在美国为哥哥处理后事。方告知卫斯理那两个人是想要得到蓝血圣经的获壳依毒间（其他星球的邪恶附身生物)他們具有形成人形的蜂巢思維的飛蟲, 可以附身任何人和改變宿主的外觀。卫斯理在床上与方亲热时发现蓝血人的身体构造与人类不同所以无法像人类那样性爱，方天涯则教他体验了蓝血人与异性亲密接触的新鲜方式，这个画面被来到香港的白素看到了。接着tan也来到令姐弟俩终于团聚，可是她发现弟弟变了，tan强行带姐姐离开卫斯理，并讲了自己被地球人利用实验砍下一只手的遭遇，因此他现在很痛恨地球人，他要姐姐将蓝血圣经交给获壳依毒间，这样他们俩才能回到蓝血星，不过姐姐反对这样做。卫斯理为了找到方天涯就去找到一个小女孩玲玲(方楚瑤飾演)，玲玲拥有很强的精神力量，卫斯理与玲玲再加上白素三人联手靠脑电波寻找方，卫在电波中告诉方他不能没有她，方怕这样会伤害卫斯理，她告诉他自己还会生存600年，并提醒白素也在爱着他。之后卫斯理跟着玲玲发出的一团电波去找方天涯，白素则留下来照顾玲玲。
Kill和Rape在tan的带领下找到方，两人要方立刻交出蓝血圣经，tan则提出等姐弟俩回到蓝血星后再给他们蓝血圣经，因兩人不同意tan被Kill的触手刺死而Rape準備吸食方天涯。此时卫斯理及时赶到Rape被槍擊消滅而Kill化成一堆飛蟲追尋衛斯理，不料卫斯理身體被Kill入侵，方天涯将一枚戒指（即蓝血圣经）戴在卫斯理手指上，并进入他体内驱赶Kill，通过教卫斯理点穴方法发挥蓝血圣经的威力，终于消灭了获壳依毒间。方天涯说她要护送蓝血圣经回蓝血星，而白素会在地球上延续自己对他的爱，卫斯理对她的爱会永存于宇宙深处。在白素陪伴下，卫斯理每次看到夜晚的星空总会想到外星生物和方天涯。

## 角色
| 演員   | 角色         | 暱稱/關係                                                      |
| 刘德华 | 卫斯理       | 联合国外星生物分析局研究员                                     |
| 关芝琳 | 方天涯       | 拥有蓝色血液的外星人，来自猎户座深蓝星球（蓝血星），有蓝血圣经 |
| 舒淇   | 白素         | 美国的外星生物调查机构--隶属FBI的Double X Unit小组成员         |
| 张耀扬 | 白奇伟       | 白素之兄，同上 (粵語配音：陳欣)                                |
| 郑浩南 | Kill         | 獲殼依毒間                                                     |
| 黄佩霞 | Rape         | 獲殼依毒間                                                     |
| 王晶   | 大骗子郭博士 |                                                                |
| 彭敬慈 | Tan          | 方天涯弟弟，来自蓝血星                                         |
| 龍剛   | 老朱         |                                                                |

## 歌曲
| 曲別   | 歌名         | 作曲   | 作詞   | 演唱   |
| 主题曲 | 《蓝色爱情》 | 姚若龙 | 刘德华 | 刘德华 |